# Kreis Kunszentmárton
Kunszentmárton (ungarisch Kunszentmártoni járás) ist ein Kreis im Süden des zentralungarischen Komitats Jász-Nagykun-Szolnok. Er grenzt im Norden an den Kreis Szolnok und im Nordosten an den Kreis Mezőtúr. Im Westen bilden das Komitat Bács-Kiskun, im Süden das Komitat Csongrád-Csanád und im Osten das Komitat Békés die Grenzen.

## Geschichte
Der Kreis ging im Zuge der ungarischen Verwaltungsreform Anfang 2013 als Nachfolger aus dem gleichnamigen Kleingebiet (ungarisch Kunszentmártoni kistérség) unverändert mit allen 11 Gemeinden hervor.

## Gemeindeübersicht
Der Kreis Kunszentmárton hat eine durchschnittliche Gemeindegröße von 3.153 Einwohnern auf einer Fläche von 52,41 Quadratkilometern. Die Bevölkerungsdichte liegt etwas unter dem Wert für das Komitat. Der Verwaltungssitz befindet sich in der zweitgrößten Stadt, Kunszentmárton, im Süden des Kreises gelegen.
| Gemeinde             | Status       | Herkunft Kleingebiet | Einwohnerzahl | Einwohnerzahl | Einwohnerzahl | Fläche (km²) | Bevölkerungs- dichte (Ew./km²) |
| Gemeinde             | Status       | Herkunft Kleingebiet | 01.10.2011    | 01.01.2013    | 01.01.2016    | 01.01.2016   | Bevölkerungs- dichte (Ew./km²) |
| -------------------- | ------------ | -------------------- | ------------- | ------------- | ------------- | ------------ | ------------------------------ |
| Cibakháza            | Großgemeinde | Kunszentmárton       | 4.304         | 4.253         | 4.023         | 38,21        | 105,3                          |
| Csépa                | Gemeinde     | Kunszentmárton       | 1.656         | 1.669         | 1.615         | 29,67        | 54,4                           |
| Cserkeszőlő          | Gemeinde     | Kunszentmárton       | 2.247         | 2.260         | 2.236         | 30,70        | 72,8                           |
| Kunszentmárton       | Stadt        | Kunszentmárton       | 8.714         | 8.793         | 8.324         | 143,65       | 57,9                           |
| Nagyrév              | Gemeinde     | Kunszentmárton       | 664           | 676           | 631           | 29,79        | 21,2                           |
| Öcsöd                | Großgemeinde | Kunszentmárton       | 3.349         | 3.362         | 3.230         | 103,66       | 31,2                           |
| Szelevény            | Gemeinde     | Kunszentmárton       | 1.155         | 1.160         | 1.063         | 45,39        | 23,4                           |
| Tiszaföldvár         | Stadt        | Kunszentmárton       | 11.129        | 11.227        | 10.741        | 80,34        | 133,7                          |
| Tiszainoka           | Gemeinde     | Kunszentmárton       | 412           | 402           | 390           | 17,92        | 21,8                           |
| Tiszakürt            | Gemeinde     | Kunszentmárton       | 1.470         | 1.463         | 1.414         | 28,37        | 49,8                           |
| Tiszasas             | Gemeinde     | Kunszentmárton       | 1.047         | 1.035         | 1.017         | 28,79        | 35,3                           |
| Kreis Kunszentmárton |              |                      | 36.147        | 36.300        | 34.684        | 576,49       | 60,2                           |